# Gerd Fischer (Mathematiker)

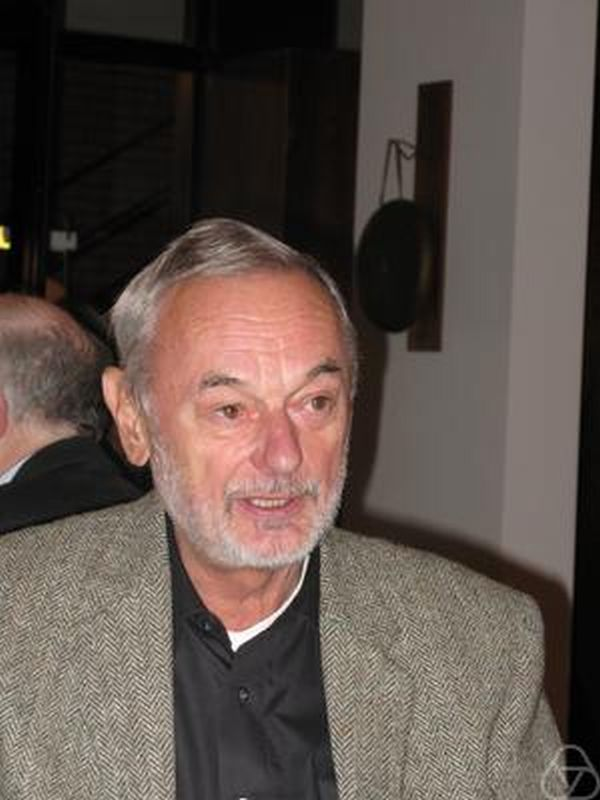
Gerd Fischer (2010)

Gerd Fischer (* 3. Juni 1939 in Nürnberg) ist ein deutscher Mathematiker und wirkte unter anderem als Lehrstuhlinhaber in Düsseldorf.

## Leben und akademischer Werdegang
Gerd Fischer, Sohn von Erna Fischer, geborene Burkas, und ihrem Mann Josef Fischer, einem Oberregierungsrat, studierte ab 1958 Mathematik und Physik an den Universitäten Erlangen und München, der Technischen Hochschule (TH) München (TU seit 1970) sowie der Johns Hopkins University in Baltimore in den Vereinigten Staaten. Fischer wurde 1964 bei Reinhold Remmert an der Universität Erlangen mit der Dissertation Reguläre und quasireguläre holomorphe Abbildungen komplexer Mannigfaltigkeiten zum Dr. rer. nat. promoviert. Im selben Jahr heiratete er Irmgard Holonbek. Mit ihre hatte er die Kinder Andreas und Xaver. 1969 habilitierte er sich mit der Schrift Hilberträume holomorpher Funktionen an der LMU München.
Von 1970 bis 1975 war er Gastprofessor an der University of California, San Diego, der University of California, Davis sowie der University of California, Berkeley in den USA, der Universidad Nacional de Universidad de Buenos Aires und Universidad Nacional de La Plata in Argentinien, der University of Minnesota in Minneapolis in den USA, der Université de Strasbourg in Frankreich und an der Universität Frankfurt. 1971 wurde er Wissenschaftlicher Rat sowie Professor an der Universität Regensburg. Danach wurde er außerplanmäßiger Professor an der Universität München. Fischer arbeitete am französischen Institut des Hautes Études Scientifiques (IHES) in Bures-sur-Yvette, am 1969 gegründeten Sonderforschungsbereich Theoretische Mathematik der Universität Bonn, aus dem 1980 das Max-Planck-Institut für Mathematik hervorging, sowie der französischen Université de Nice in Nizza.
Seit dem 26. Juli 1979 hatte er als ordentlicher Professor den Lehrstuhl für Mathematik an der Heinrich-Heine-Universität Düsseldorf inne und 1998 wurde er zum Dekan der Fakultät gewählt.
Seit 2006 ist Fischer Honorarprofessor am Zentrum für Mathematik der TU München.
Gerd Fischer beschäftigt sich mit Funktionentheorie (komplexer Analysis) und algebraischer Geometrie. Zudem ist er Verfasser mehrerer Mathematik-Lehrbücher, wobei sich sein Lehrwerk Lineare Algebra zu einem Standardwerk an Universitäten entwickelt hat.
Von 1980 bis 1981 war er Präsident der Deutschen Mathematiker-Vereinigung und von 1994 bis 1997 Vorsitzender des Vorstands der Gesellschaft für Mathematische Forschung Oberwolfach.

## Schriften (Auswahl)

### Wissenschaftliche Publikationen
- Auflösung der Singularitäten gewisser holomorpher Abbildungen. In: Sitzungsberichte der Bayerischen Akademie der Wissenschaften. 1965, S. 79–85.
- Eine Charakterisierung von holomorphen Vektorraumbündeln. In: Sitzungsberichte der Bayerischen Akademie der Wissenschaften. 1966, S. 101–107.
- Lineare Faserräume und kohärente Modulgarben über komplexen Räumen. In: Archiv der Mathematik. Band 18, 1967, S. 609–617.
- Holomorph-vollständige Faserbündel. In: Mathematische Annalen. Band 180, 1969, S. 341–348.
- Hilbert Spaces of Holomorphic Functions on Bounded Domains. In: Manuscripta Mathematica. Band 3, 1970, S. 305–314.
- Fibrés holomorphes au-dessus d’un espace de Stein. In: Espaces analytiques. Éditions de l’Académie de la République Socialiste de Roumanie. Bukarest 1971, S. 57–69.
- Ein relativer Satz von Chow und die Elimination der Unbestimmtheitsstellen meromorpher Funktionen. In: Mathematische Annalen. Band 217, 1975, S. 145–152.
- Projektive Einbettungen komplexer Mannigfaltigkeiten. In: Mathematische Annalen. Band 234, 1978, S. 45–50.
- mit Otto Forster: Ein Endlichkeitssatz für Hyperflächen auf kompakten komplexen Räumen. In: Journal für die reine und angewandte Mathematik. Band 306, 1979, S. 88–93.
- Differential Geometry of Complex Projective Space Curves. In: Manuscripta Mathematica. Band 45, 1983, S. 47–59.
- mit Hung-Hsi Wu: Developable Complex Analytic Submanifolds. In: International Journal of Mathematics. Band 6, 1995, S. 229–272.

### Bücher
- Complex Analytic Geometry (= Lecture Notes in Mathematics. Band 538). Springer, 1976, ISBN 978-3-540-07857-9. doi:10.1007/BFb0080338.
- Stochastik einmal anders, Vieweg, 2005, ISBN 978-3-528-03967-7, doi:10.1007/978-3-322-80249-1.
- mit Reinhard Sacher: Einführung in die Algebra (= Teubner Studienbücher: Mathematik). 3. Auflage. Teubner, Stuttgart 1983, ISBN 978-3-519-22053-4, doi:10.1007/978-3-322-94120-6 (1. Auflage 1974; 2. Auflage ebenda 1978).
- Analytische Geometrie – Eine Einführung für Studienanfänger. Vieweg/Teubner, 1978; 2. Auflage 1980; 7. Auflage 2001.
- Ebene algebraische Kurven, Vieweg, 1994, ISBN 978-3-528-07267-4, doi:10.1007/978-3-322-80311-5 (englische Übersetzung: Plane algebraic curves. American Mathematical Society, 2001).
- als Herausgeber mit Friedrich Hirzebruch, Winfried Scharlau und Willi Törnig: Ein Jahrhundert Mathematik 1890–1990. Festschrift zum Jubiläum der DMV, Vieweg 1990, ISBN 978-3-322-80266-8, doi:10.1007/978-3-322-80265-1.
- als Herausgeber: Mathematische Modelle, Vieweg, 1986, ISBN 3-528-08991-1, doi:10.1007/978-3-322-85045-4.
- mit Jens Piontkowski: Ruled Varieties. An Introduction to Algebraic Differential Geometry, Vieweg/Teubner 2001.
- Lernbuch Lineare Algebra und Analytische Geometrie. Das Wichtigste ausführlich für das Lehramts- und Bachelorstudium. 2. Auflage. Springer Spektrum, Wiesbaden 2012, ISBN 978-3-8348-2378-6, doi:10.1007/978-3-8348-2379-3 (unter Mitarbeit von Florian Quiring; 1. Auflage 2011).
- Lehrbuch der Algebra. Mit lebendigen Beispielen, ausführlichen Erläuterungen und zahlreichen Bildern. 3., erweiterte Auflage. Springer Spektrum, Wiesbaden 2013, ISBN 978-3-658-02220-4, doi:10.1007/978-3-658-02221-1 (unter Mitarbeit von Florian Quiring und Reinhard Sacher; 1. Aufl. 2008).
- mit Matthias Lehner, Angela Puchert: Einführung in die Stochastik. Die grundlegenden Fakten mit zahlreichen Erläuterungen, Beispielen und Übungsaufgaben (= Mathematik für das Lehramt). 2. Auflage. Springer Spektrum, Wiesbaden 2015, ISBN 978-3-658-07902-4, doi:10.1007/978-3-658-07903-1 (1. Aufl. 2005 unter dem Titel „Stochastik einmal anders“).
- mit Boris Springborn: Lineare Algebra – Eine Einführung für Studienanfänger (= Grundkurs Mathematik). 19.,vollständig überarbeitete und ergänzte Auflage. Springer Spektrum, 2020, ISBN 978-3-662-61644-4, doi:10.1007/978-3-662-61645-1 (1. Auflage 1975; 6. Auflage ebenda 1980).